# القرنات (شرس)

تعديل مصدري - تعديل

القرنات هي إحدى قرى عزلة بيت قدم بمديرية شرس التابعة لمحافظة حجة، بلغ تعداد سكانها 241 نسمة حسب تعداد اليمن لعام 2004.